# Charles Cecil
Charles Cecil né le 11 août 1962 à York est un créateur de jeu vidéo anglais. Cofondateur de Revolution Software il est surtout connu pour sa série de jeux vidéo Les Chevaliers de Baphomet.

## Productions
| Nom du jeu                                                     | Ordinateur / Console                                                            | Année | Rôle                          |
| -------------------------------------------------------------- | ------------------------------------------------------------------------------- | ----- | ----------------------------- |
| Inca Curse                                                     | ZX81 / ZX Spectrum / Amstrad CPC / Commodore 64                                 | 1981  | Designer                      |
| Espionage Island                                               | ZX81 / ZX Spectrum                                                              | 1981  | Designer                      |
| Ship of Doom                                                   | ZX Spectrum / Amstrad CPC / Commodore 64                                        | 1982  | Designer                      |
| Lure of the Temptress                                          | DOS / Amiga / Atari ST                                                          | 1992  | Directeur                     |
| Beneath a Steel Sky                                            | DOS / Amiga / Amiga CD32                                                        | 1994  | Directeur                     |
| King's Quest VI                                                | Amiga                                                                           | 1994  | Directeur                     |
| Les Chevaliers de Baphomet                                     | DOS / Windows / PlayStation                                                     | 1996  | Directeur                     |
| Toonstruck                                                     | DOS / Windows                                                                   | 1996  | Remerciements spéciaux        |
| Les Chevaliers de Baphomet : les Boucliers de Quetzalcoatl     | Windows / PlayStation                                                           | 1997  | Directeur / Scénario / Design |
| De sang froid                                                  | Windows / PlayStation                                                           | 2000  | Directeur                     |
| La Route d'Eldorado : Pour l'or et la gloire                   | Windows / Game Boy Color / PlayStation 2                                        | 2000  |                               |
| Les Chevaliers de Baphomet                                     | Game Boy Advance                                                                | 2002  |                               |
| Les Chevaliers de Baphomet : le Manuscrit de Voynich           | Windows XP / PlayStation 2 / Xbox                                               | 2003  | Directeur / Section Design    |
| Les Chevaliers de Baphomet                                     | Palm OS                                                                         | 2005  |                               |
| Les Chevaliers de Baphomet : les Gardiens du Temple de Salomon | Windows XP                                                                      | 2006  | Directeur / Scénariste        |
| Da Vinci Code                                                  | PlayStation 2                                                                   | 2006  | Scénario & design             |
| Les Chevaliers de Baphomet : La malédiction du Serpent         | Windows / Mac OS X / Linux / IOS (Apple) / Android                              | 2013  | Directeur / Scénariste        |
| Beyond a Steel Sky                                             | Windows / macOS / Linux / iOS / tvOS / Nintendo Switch, PlayStation 4, Xbox One | 2020  | Scénariste                    |